# Coupe du monde des nations d'athlétisme 1994
La 7e coupe du monde des nations d'athlétisme s'est déroulée du 9 au 11 septembre 1994 au Crystal Palace National Sports Centre à Londres en Angleterre.

## Classement général
2e victoire consécutive de l'Afrique chez les hommes. Les États-Unis sont dernières chez les femmes.
| Rang | Pays ou continent | Points |
| ---- | ----------------- | ------ |
| 1    | Afrique           | 115    |
| 2    | Royaume-Uni       | 111    |
| 3    | Amériques         | 95     |
| 4    | Europe            | 91     |
| 5    | Allemagne         | 85,5   |
| 6    | États-Unis        | 78     |
| 7    | Asie              | 75     |
| 8    | Océanie           | 62,5   |

| Rang | Pays ou continent | Points |
| ---- | ----------------- | ------ |
| 1    | Europe            | 111    |
| 2    | Amériques         | 98     |
| 3    | Allemagne         | 79     |
| 4    | Afrique           | 78     |
| 5    | Royaume-Uni       | 73     |
| 6    | Asie              | 67     |
| 7    | Océanie           | 57     |
| 8    | États-Unis        | 48     |

## Résultats

### Hommes
| Event             | Or                                                                      | Or             | Argent                                                                 | Argent         | Bronze                                                                       | Bronze         |
| ----------------- | ----------------------------------------------------------------------- | -------------- | ---------------------------------------------------------------------- | -------------- | ---------------------------------------------------------------------------- | -------------- |
| 100 m             | Linford Christie (GBR) Royaume-Uni                                      | 10 s 21        | Olapade Adeniken (NGA) Afrique                                         | 10 s 25        | Talal Mansour (QAT) Asie                                                     | 10 s 31        |
| 200 m             | John Regis (GBR) Royaume-Uni                                            | 20 s 45        | Frankie Fredericks (NAM) Afrique                                       | 20 s 55        | Geir Moen (NOR) Europe                                                       | 20 s 72        |
| 400 m             | Antonio Pettigrew (USA) États-Unis                                      | 45 s 26        | Du'aine Ladejo (GBR) Royaume-Uni                                       | 45 s 44        | Inaldo Sena (BRA) Amériques                                                  | 45 s 67        |
| 800 m             | Mark Everett (USA) États-Unis                                           | 1 min 46 s 02  | William Tanui (KEN) Afrique                                            | 1 min 46 s 84  | Craig Winrow (GBR) Royaume-Uni                                               | 1 min 47 s 16  |
| 1 500 m           | Noureddine Morceli (ALG) Afrique                                        | 3 min 34 s 70  | Rüdiger Stenzel (GER) Allemagne                                        | 3 min 40 s 04  | Mohamed Suleiman (QAT) Asie                                                  | 3 min 40 s 52  |
| 5 000 m           | Brahim Lahlafi (MAR) Afrique                                            | 13 min 27 s 96 | John Nuttall (GBR) Royaume-Uni                                         | 13 min 32 s 47 | Martin Bremer (GER) Allemagne                                                | 13 min 33 s 57 |
| 10 000 m          | Khalid Skah (MAR) Afrique                                               | 27 min 38 s 74 | Antonio Silio (ARG) Amériques                                          | 28 min 16 s 54 | Robert Denmark (GBR) Royaume-Uni                                             | 28 min 20 s 65 |
| 110 m haies       | Tony Jarrett (GBR) Royaume-Uni                                          | 13 s 23        | Allen Johnson (USA) États-Unis                                         | 13 s 29        | Emilio Valle (CUB) Amériques                                                 | 13 s 45        |
| 400 m haies       | Samuel Matete (ZAM) Afrique                                             | 48 s 77        | Oleh Tverdokhlib (UKR) Europe                                          | 49 s 26        | Eronilde de Araújo (BRA) Amériques                                           | 49 s 62        |
| 3 000 m steeple   | Moses Kiptanui (KEN) Afrique                                            | 8 min 28 s 28  | Saad Shaddad Al-Asmari (KSA) Asie                                      | 8 min 35 s 74  | Alessandro Lambruschini (ITA) Europe                                         | 8 min 40 s 34  |
| 4 × 100 m         | Royaume-Uni Darren Braithwaite Tony Jarrett John Regis Linford Christie | 38 s 46        | Afrique Frank Nwankpa Emmanuel Tuffour Oluyemi Kayode Olapade Adeniken | 38 s 97        | États-Unis Mark Witherspoon Roland McGhee Marcel Carter Sam Jefferson        | 39 s 33        |
| 4 × 400 m         | Royaume-Uni David McKenzie Du'aine Ladejo Jamie Baulch Roger Black      | 3 min 01 s 34  | Afrique Simon Kemboi Samuel Matete Samson Kitur Sunday Bada            | 3 min 02 s 66  | Europe Mathias Rusterholz Stéphane Diagana Mikhail Vdovin Dmitriy Golovastov | 3 min 03 s 26  |
| Saut en hauteur   | Javier Sotomayor (CUB) Amériques                                        | 2,40 m         | Tim Forsyth (AUS) Océanie                                              | 2,28 m         | Steve Smith (GBR) Royaume-Uni                                                | 2,28 m         |
| Saut à la perche  | Okkert Brits (RSA) Afrique                                              | 5,90 m         | Jean Galfione (FRA) Europe                                             | 5,75 m         | Alberto Manzano (CUB) Amériques Andrei Tivontchik (GER) Allemagne            | 5,40 m         |
| Saut en longueur  | Fred Salle (GBR) Royaume-Uni                                            | 8,10 m         | Douglas de Souza (BRA) Amériques                                       | 7,96 m         | Dion Bentley (USA) États-Unis                                                | 7,93 m         |
| Triple saut       | Yoelbi Quesada (CUB) Amériques                                          | 17,61 m        | Julian Golley (GBR) Royaume-Uni                                        | 17,06 m        | Oleg Sakirkin (KAZ) Asie                                                     | 16,81 m        |
| Lancer du poids   | C. J. Hunter (USA) États-Unis                                           | 19,92 m        | Aleksandr Klimenko (UKR) Europe                                        | 19,16 m        | Courtney Ireland (NZL) Océanie                                               | 18,93 m        |
| Discus throw      | Vladimir Dubrovshchik (BLR) Europe                                      | 64,54 m        | Alexis Elizalde (CUB) Amériques                                        | 61,50 m        | Adewale Olukoju (NGA) Afrique                                                | 60,22 m        |
| Lancer du marteau | Andrey Abduvaliyev (TJK) Asie                                           | 81,72 m        | Lance Deal (USA) États-Unis                                            | 81,14 m        | Heinz Weis (GER) Allemagne                                                   | 80,32 m        |
| Lancer du javelot | Steve Backley (GBR) Royaume-Uni                                         | 85,02 m        | Raymond Hecht (GER) Allemagne                                          | 84,36 m        | Gavin Lovegrove (NZL) Océanie                                                | 82,28 m        |

### Femmes
| Event             | Or                                                                   | Or             | Argent                                                                  | Argent         | Bronze                                                                 | Bronze         |
| ----------------- | -------------------------------------------------------------------- | -------------- | ----------------------------------------------------------------------- | -------------- | ---------------------------------------------------------------------- | -------------- |
| 100 m             | Irina Privalova (RUS) Europe                                         | 11 s 32        | Liliana Allen (CUB) Amériques                                           | 11 s 50        | Mary Onyali (NGA) Afrique                                              | 11 s 52        |
| 200 m             | Merlene Ottey (JAM) Amériques                                        | 22 s 23        | Irina Privalova (RUS) Europe                                            | 22 s 51        | Cathy Freeman (AUS) Océanie                                            | 22 s 72        |
| 400 m             | Irina Privalova (RUS) Europe                                         | 50 s 62        | Fatima Yusuf (NGA) Afrique                                              | 50 s 80        | Jearl Miles (USA) États-Unis                                           | 51 s 24        |
| 800 m             | Maria Mutola (MOZ) Afrique                                           | 1 min 58 s 27  | Luciana Mendes (BRA) Amériques                                          | 2 min 00 s 13  | Natalya Dukhnova (BLR) Europe                                          | 2 min 02 s 81  |
| 1 500 m           | Hassiba Boulmerka (ALG) Afrique                                      | 4 min 01 s 05  | Angela Chalmers (CAN) Amériques                                         | 4 min 01 s 73  | Kelly Holmes (GBR) Royaume-Uni                                         | 4 min 10 s 81  |
| 3 000 m           | Yvonne Murray (GBR) Royaume-Uni                                      | 8 min 56 s 81  | Robyn Meagher (CAN) Amériques                                           | 9 min 05 s 81  | Gabriela Szabo (ROU) Europe                                            | 9 min 15.16    |
| 10 000 m          | Elana Meyer (RSA) Afrique                                            | 30 min 52 s 51 | Fernanda Ribeiro (POR) Europe                                           | 31 min 04 s 25 | Wei Li (CHN) Asie                                                      | 32 min 37 s 94 |
| 100 m haies       | Aliuska López (CUB) Amériques                                        | 12 s 91        | Svetla Dimitrova (BUL) Europe                                           | 12 s 95        | Jacqui Agyepong (GBR) Royaume-Uni                                      | 13 s 02        |
| 400 m haies       | Sally Gunnell (GBR) Royaume-Uni                                      | 54 s 80        | Silvia Rieger (GER) Allemagne                                           | 56 s 14        | Anna Knoroz (RUS) Europe                                               | 56 s 63        |
| 4 × 100 m         | Afrique Faith Idehen Mary Tombiri Christy Opara-Thompson Mary Onyali | 42 s 92        | Allemagne Andrea Philipp Silke Lichtenhagen Silke Knoll Melanie Paschke | 43 s 22        | Océanie Monique Miers Cathy Freeman Melinda Gainsford Michelle Seymour | 43 s 36        |
| 4 × 400 m         | Great Btitain Phylis Smith Linda Keough Melanie Neef Sally Gunnell   | 3 min 27 s 36  | Allemagne Karin Janke Uta Rohländer Heike Meißner Anja Rücker           | 3 min 27 s 59  | Amériques Nancy McLeón Sandie Richards Idalmis Bonne Julia Duporty     | 3 min 27 s 91  |
| Saut en hauteur   | Britta Bilač (SVN) Europe                                            | 1,91 m         | Charmaine Weavers (RSA) Afrique                                         | 1,91 m         | Silvia Costa (CUB) Amériques                                           | 1,91 m         |
| Saut en longueur  | Inessa Kravets (UKR) Europe                                          | 7,00 m         | Niurka Montalvo (CUB) Amériques                                         | 6,70 m         | Christy Opara-Thompson (NGA) Afrique                                   | 6,66 m         |
| Triple saut       | Anna Biryukova (RUS) Europe                                          | 14,46 m        | Sheila Hudson-Strudwick (USA) États-Unis                                | 14,00 m        | Ren Ruiping (CHN) Asie                                                 | 13,84 m        |
| Lancer du poids   | Huang Zhihong (CHN) Asie                                             | 19,45 m        | Belsy Laza (CUB) Amériques                                              | 19,07 m        | Astrid Kumbernuss (GER) Allemagne                                      | 18,89 m        |
| Lancer du disque  | Ilke Wyludda (GER) Allemagne                                         | 65,30 m        | Ellina Zvereva (BLR) Europe                                             | 63,86 m        | Daniela Costian (AUS) Océanie                                          | 63,38 m        |
| Lancer du javelot | Trine Hattestad (NOR) Europe                                         | 66,48 m        | Isel López (CUB) Amériques                                              | 61,40 m        | Karen Forkel (GER) Allemagne                                           | 61,26 m        |